# 臺南慈惠院

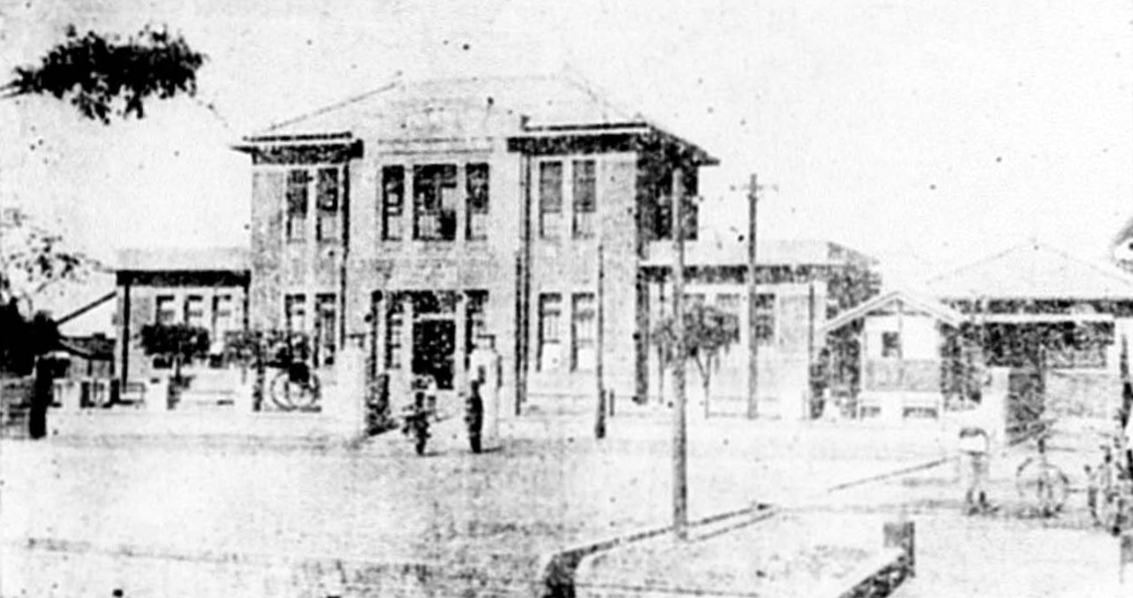
臺南慈惠院本館 (寶町)

臺南慈惠院是台灣日治時期位於台南市的財團法人慈善團體，成立於1899年，為臺灣繼台北仁濟院後的第二所慈惠院組織，從事老弱病殘者之救濟事業，屬半官方性質的組織，其理事由臺南州知事擔任。臺南慈惠院的事務所設立於臺南州廳內，並在臺南市寶町（仁愛之家附設成功診所現址）設有診療所。
臺南慈惠院在戰後改制為財團法人臺灣省私立臺南仁愛之家，因其資產包含自清代以來的各社會公益設施，故至今仍在臺南擁有多處土地。

## 介紹

### 成立與發展
臺南縣於明治32年（1899年）10月發佈縣令第二十一號《臺南縣臺南慈惠院章程》，並於同年11月17日在關帝廟街的奎樓書院成立「縣立臺南慈惠院」，清領時期即設立的養濟院（清康熙23年，1684年）、義塚（清康熙59年，1720年）、普濟堂（清乾隆11年，1746年）、育嬰堂（清咸豐4年，1854年）、卹嫠局（清同治13年，1874年）等五個機構的財產整併。其成立經費是來自於1897年明治天皇以英照皇太后之喪而賜頒台灣的救濟金15,000日圓，其中之5,284圓，以及其他捐款787圓。1900年1月，臺南慈惠院搬到聖公廟街，並將服務範圍擴大至阿緱廳、臺東廳和花蓮港廳有社會救助需求的廢疾、病傷、老衰、幼弱、貞節寡婦和窮苦族群。臺南慈惠院於1900年12月5日在廟岳帝街設立了教育部，以教授盲人相關技能使其能獨立生活。1904年7月，更名為「臺南慈惠院」。
在1915年大正天皇的加冕御大典之際，臺南慈惠院利用「恩賜財團明治救濟會」的捐款 25,000 圓，選定在壽町一丁目35番地設立盲啞學校，並在1915年9月開始興建，於同年11月竣工。1921年4月，台灣各地慈惠院救濟負責區域修正，臺南慈惠院的救濟區域改為臺南州台南市、新豐郡、新化郡、曾文郡、北門郡，臺南州北側區域則由嘉義慈惠院負責。同年5月，盲啞學校改由臺南州廳管轄，改為「臺南州立盲啞學校」。1923年1月，台灣實施民法，臺南慈惠院於是於同年12月登記改組為「財團法人臺南慈惠院」。
1923年10月，台南慈惠院在末廣町一丁目47番地開設了診療所；但由於臺南慈惠院的診療所、院內救濟者收容所和行旅病人收容所等設施分散在臺南市內各處，為了將之統合，於1928年3月26日在台南市寶町一丁目103番地興建了診療所，總工程費約43,704圓。根據1930年的記載，當時台南慈惠院擁有約221甲的土地。

### 事業
台南慈惠院的事業包含窮民救濟事業、盲啞生救濟、診療券發放、低費診療、巡迴診療和行旅病人收容。

## 戰後發展
戰後1945年，為確保台灣慈惠院的財產，地方人士以「臺灣中正醫院」之名義暫行管理，並在同年恢復原名「臺南慈惠院」。民國35年（1946年），臺南慈惠院與位於東區之「臺南愛護寮」合併，並改稱「臺南市救濟院」，公推林淑桓為院長。臺南愛護寮係於1928年在施乾指導協助下，由地方仕紳王汝禎（王育德父）、張江攀和王開運等人以臺南商工協會之名義在東門附近成立的乞丐及遊民收容所。
林氏為確保地方慈善事業，於民國37年（1948年）依法改組為「私立臺南救濟院」，並辦理財團法人登記；民國44年（1955年）奉省令改稱「臺灣省私立臺南救濟院」；民國65年（1976年）奉省令改稱「臺灣省私立臺南仁愛之家」；民國66年（1977年）迄今名稱為「財團法人臺灣省私立臺南仁愛之家」。
1986年，臺南仁愛之家位於光華路的殘障療養所因都市計畫道路開闢所需，搬遷至台南市南區新都路。

## 其他
台灣首間盲人教會創辦者廖旺曾在此受教育。